# Raczki Elbląskie

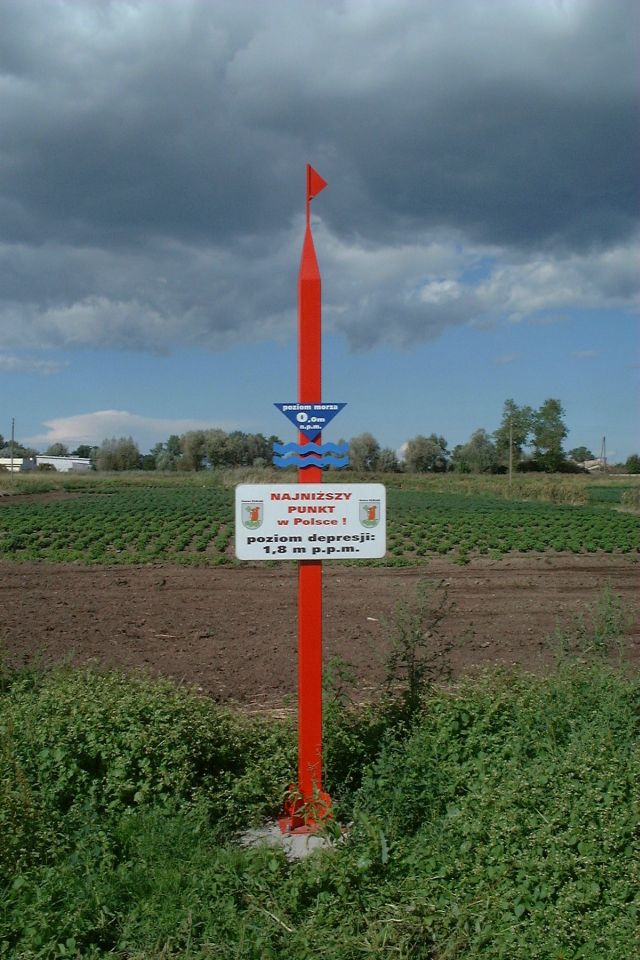
Schild am Punkt, der bis 2013 als tiefster Punkt in Polen galt

Raczki Elbląskie (deutsch historisch Unterkerbswalde) ist ein Dorf in der Landgemeinde Elbląg der polnischen Woiwodschaft Ermland-Masuren. 2011 lebten hier 169 Einwohner.

## Geographie
Der Ort liegt im Weichseldelta (in der historischen Region Żuławy Wiślane), etwa vier Kilometer westlich von Elbląg (Elbing).
Die tiefste Stelle im Ort liegt 1,8 Meter unter dem Meeresspiegel. Das galt lange als tiefster Punkt Polens. Seit einer neuen Vermessung 2013 gibt es in Marzęcino mit 2,07 Meter unter dem Meeresspiegel einen neuen Rekord.

## Geschichte
Das Gebiet des heutigen Ortes gehörte ursprünglich zu Kerbswalde, von dem die älteste Erwähnung von 1586 erhalten ist. 1786 wurde die Unter Trift bei Kerbswalde genannt.
Später entstand dort eine Siedlung, aus der eine eigene Gemeinde Unterkerbswalde entstand.